# 羽根光祐
羽根 光祐（はね こうすけ、1988年9月21日 - ）は、日本の俳優、声優、ナレーター。フリー。シュガー・スポットと業務提携。

## 略歴

### 来歴
大阪府大阪市出身。学生時代から関西ローカルの情報番組に出演し、主にインディーズ音楽やゲーム・アニメなどサブカルチャーのレポートを担当。活動拠点を東京に移した後は俳優として、テレビドラマや舞台に出演。また、ヴィジュアル系ユニット「Dacco」のダンサー「Dacco・ラ・ダンサーズ」に「四次元」名義で参加。

### 人物
高校在学時、大阪のタレント事務所にスカウトを受けたことがきっかけで芸能界を意識するようになった。現在は舞台演劇を中心に出演するほか、イベントやネットTVのMC、ラジオパーソナリティとしても活動している。
アナログゲームが趣味。その他にも格闘・アクション・RPGなど幅広いジャンルのゲームに造詣が深く、近年では様々なゲーム関連番組の司会進行を担当している。またバイクやトイカメラが好きでロシア製のトイカメラLOMO LC-Aを所有している。
鍋料理が好物であり、真夏であっても食べる。
バンド活動の経験があり、ベースを担当していた。

## 出演

### 劇場アニメ
- ピアノの森（2007年）
- 宇宙ショーへようこそ（2010年）

### テレビアニメ
- DEATH NOTE （2007年）
- しましまとらのしまじろう （2008年）
- しゅごキャラ!!どきっ（2008年）

### WEBアニメ
- 戦国ダンス STEP ON THE WARRIOR（2014年、足利義昭）[3]

### ゲーム
- おいでよ!コンビニ（順平 役）
- トイ・ウォーズ（シャキル・カーン（VoiceA） 役）

### ナレーション
- タウンワーク CM
- ジョンソン・エンド・ジョンソン CM
- odaibaTV CM
- メルセデス・ベンツ 日本向けVP
- トヨタレンタカー ラジオCM
- 新日本海フェリー ラジオCM

### 映画
- カムイ外伝（2009年）
- FLY! 平凡なキセキ（2012年）
- さよなら渓谷（2013年）

### テレビドラマ
- 歴史秘話ヒストリア（NHK）
- NHKスペシャル 未解決事件（NHK）
- 瞳（NHK）
- てっぱん（NHK）
- 暖流（MBS）
- 京都へおこしやす!（MBS）

### バラエティ
- 踊る!さんま御殿!!（日本テレビ）
- ザ!世界仰天ニュース（日本テレビ）
- 奇跡体験!アンビリバボー（フジテレビ）
- ごきげんライフスタイル よ〜いドン!（関西テレビ）
- ドラマノタマゴ（関西テレビ・京都チャンネル）
- MUSIC EDGE（MBS）

### CM
- 毎日新聞
- いろはす
- ヨドバシカメラ

### ラジオ
- ぱるぷんてらじお（さいたまCityFMほかFM13局、パーソナリティ）
- 土足パッション（ラジオピッコロ・ニコニコ公式ch「SugerSpotTV」、パーソナリティ）
- ぱるぷんてらじおJ（ジャック）（ラジオピッコロ・ニコニコ公式ch「SugerSpotTV」、パーソナリティ）
- アニ☆プラ（インターネットラジオ、アシスタントDJ）

### PV
- ♪OH!YEAH!／KREVA
- 戦国ダンス STEP ON THE WARRIOR（足利義昭 役、司会進行）
- ♪あきらめないDAYS／Psycho le Cému

### VP
- 「医療教育ビデオ（小児喘息・COPD）」（水原医師 役）

### 雑誌
- 関西ウォーカー
- るるぶ
- GET ON!
- KERA

### ネットTV
- 非電源ゲームプレイ＆紹介番組「あんぷら部」（ニコニコ公式ch「SugerSpotTV」、MC）
- ユーザー投稿型バラエティ番組「トイばん」（ニコニコ公式ch「プレグラ！TV」）
- CHARAPEDIA公式動画番組「キャラぺろ」『公式ニコニコチャンネル』（第41回ゲスト）
- CHARAPEDIA公式動画番組「キャラペディック★ナイト」『公式ニコニコチャンネル』（第6回・第20回ユーザーコメントキュレーター）
- アプリゲーム『Vainglory』公式配信番組「Vainハムニダ」（CyberZ「OPENREC.tv」、MC）
- PS4ゲーム『ストリートファイターV』公式配信番組「Born to V」（CyberZ「OPENREC.tv」、MC）

### イベント
- 2007年世界陸上競技選手権大会 オープニングアクト（長居スタジアム、パフォーマー）
- 大阪市立高等学校制服ファッションショー（京セラドーム大阪、MC）
- e-Sports「RAGE VOL.2 GRAND FINALS」プレス発表会・組み合わせ抽選会（秋葉原UDXシアター、MC）
- キャラクターショー（東京ドームシティ・ユニバーサル・シティウォーク大阪 他、MC・パフォーマー）

### 舞台
- 第2回むりやり堺筋線演劇祭出展作品 ZMP vol.1「リセット」（STAGE＋PLUS）
- 劇團チョコリンゴ第5回公演「たそがれウインキー〜BACK STAGE 1961」（新宿白萩ホール）
- ガラ劇第五弾 二本立て公演「「完全なる赤」「欠けた青」」（荻窪小劇場(旧・アールコリン)）
- 劇團チョコリンゴ第9回公演「ラク町の女たち」（新宿白萩ホール）
- Gripperプロデュース公演「トラブル・トラップ・トラベル」（中目黒キンケロシアター）
- 劇團チョコリンゴ第17回公演「水銘館炎上」（新宿白萩ホール）
- ガラ劇番外公演 ガラくたメタル第1弾「ガラ版人狼ゲーム」（中野ウエストエンドスタジオ）
- イルカ団!PRESENTS RATATATTAT!Vol.5「Double-Bill!」（APOC theater）
- ProjectCruize SweetVoice Vol.02 Maze「新選組恋歌〜囚われた隊士たち〜」（絵空箱）
- ChronowaltzPresents 舞台＆Live「CHECKMATE」（絵空箱）
- 声珈琲 Voice Cafe Vol.6「ラブ！？ストーリーズ」（高田馬場ラビネスト）
- 声珈琲 Voice Cafe Vol.7「アラカルト冬物語」（阿佐ヶ谷アルシェ）
- BIG MOUTH CHICKEN vol.11「NOBILITY INCENSE〜華を彩った悲しい毒〜」